# Rhaphidophora amboinensis
Rhaphidophora amboinensis är en insektsart som beskrevs av Heinrich Hugo Karny 1930. Rhaphidophora amboinensis ingår i släktet Rhaphidophora och familjen grottvårtbitare. Inga underarter finns listade i Catalogue of Life.